# Badische Hauptbahn

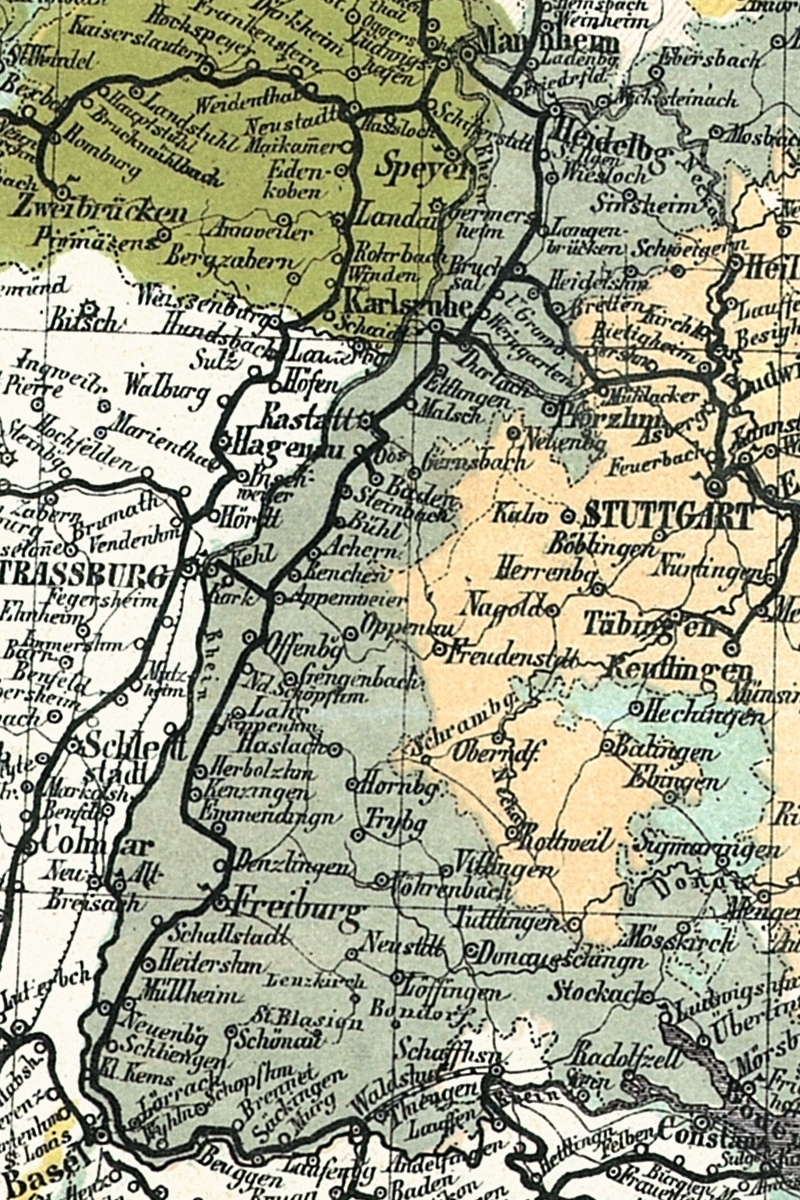
Die Badische Hauptbahn auf einem Ausschnitt der Reisekarte von Deutschland von 1861

Die Badische Hauptbahn ist eine zwischen 1840 und 1863 entstandene Eisenbahnstrecke, die im Großherzogtum Baden als eine der ersten deutschen Staatsbahnen erbaut wurde. Sie führt von Mannheim über Heidelberg, Karlsruhe, Offenburg, Freiburg im Breisgau, Basel, Waldshut, Schaffhausen und Singen am Hohentwiel nach Konstanz. Die Badische Hauptbahn ist mit 412,7 Kilometern Länge die längste Bahnstrecke im Netz der Deutschen Bahn AG und gleichzeitig die älteste in Südwestdeutschland. Im Abschnitt zwischen Mannheim und Basel ist sie die wichtigste nördliche Zufahrt zu den Schweizer Alpenpässen, während der Abschnitt zwischen Basel und Konstanz nur regionale Bedeutung besitzt. Der Streckenabschnitt zwischen Karlsruhe und Basel wird auch als Oberrheinbahn bezeichnet, der Abschnitt Basel–Konstanz als Hochrheinstrecke.

## Geschichte

### Vorgeschichte
In der Oberrheinischen Tiefebene verlief bereits seit der Zeit der Römer eine wichtige Handelsstraße von Mitteleuropa in die Schweiz und nach Italien. Mit der Entwicklung des Eisenbahnwesens entstanden bereits Anfang der 1830er-Jahre Überlegungen zum Bau einer Eisenbahn von Mannheim nach Basel, um den Personen- und Güterverkehr schneller und günstiger abwickeln zu können als mit Fuhrwerken, zumal auch der Oberrhein südlich von Mannheim nur eingeschränkt schiffbar war. Der Erste, der die Lokomotive von George Stephenson und die Eröffnung der Linie zwischen Liverpool und Manchester im Herbst 1831 im Parlament thematisierte, war der Priester und liberale Politiker Gottlieb Bernhard Fecht (1771–1851). Ihm wurde vorgeworfen, seiner Zeit voraus zu sein, und sein Vorschlag fand keine Anhänger. Eine erste wirkliche Initiative im Jahr 1833 geht auf den Mannheimer Unternehmer Ludwig Newhouse zurück, die jedoch ebenso wie der Vorschlag Friedrich Lists keine Zustimmung seitens der badischen Regierung fand.
1837 wurde eine Technische Kommission aus Baurat Karl Bader, dem Bauingenieur Franz Keller und Johann Sauerbeck (1798–1861) gebildet, die auf einer Auslandsreise nach Frankreich, Belgien und England dort Eisenbahnbauprinzipien studierte und anschließend beim Bau der badischen Hauptbahn technisch bei der Wahl der Betriebsmittel und trassenbestimmend anwandte. Franz Keller übernahm die Bauleitung.

### Planung
Erst als sich im benachbarten Elsass 1837 eine Eisenbahngesellschaft gründete mit dem Ziel, eine linksrheinische Strecke zwischen Basel und Straßburg zu bauen, begannen in Baden die Planungen zum Bau einer Eisenbahn, um eine Verlagerung der Verkehrsströme auf das linksrheinische, elsässische Ufer zu vermeiden. In einem eigens einberufenen Landtag 1838 beschloss die Badische Ständeversammlung den Bau einer Bahnstrecke von Mannheim zur Schweizer Grenze bei Basel auf Staatskosten, wie es beispielsweise bereits am 31. Juli 1835 vom Freiburger Historiker Karl von Rotteck gefordert worden war. Die Strecke sollte als Hauptstrecke in erster Linie dem überregionalen Verkehr dienen und daher eine geradlinige Streckenführung am östlichen Rand der Oberrheinebene aufweisen. Als Besonderheit wählte Baden als einziger deutscher Staat für sein neues Bahnsystem zunächst eine Spurweite von 1600 mm Breitspur mit einem flachen nach Isambard Kingdom Brunel konstruierten auf Längsschwellen verlegten Schienenprofil.

### Bau der Strecke Mannheim–Basel
| Streckenabschnitt                 | Eröffnung          |
| --------------------------------- | ------------------ |
| Mannheim – Heidelberg             | 12. September 1840 |
| Heidelberg – Bruchsal – Karlsruhe | 10. April 1843     |
| Karlsruhe – Ettlingen–Rastatt     | 1. Mai 1844        |
| Rastatt – Baden-Baden-Oos         | 6. Mai 1844        |
| Baden-Baden-Oos – Offenburg       | 1. Juni 1844       |
| Offenburg – Freiburg              | 30. Juli 1845      |
| Freiburg – Müllheim               | 1. Juni 1847       |
| Müllheim – Schliengen             | 15. Juni 1847      |
| Schliengen – Efringen-Kirchen     | 8. November 1848   |
| Efringen-Kirchen – Haltingen      | 22. Januar 1851    |
| Haltingen – Basel                 | 20. Februar 1855   |

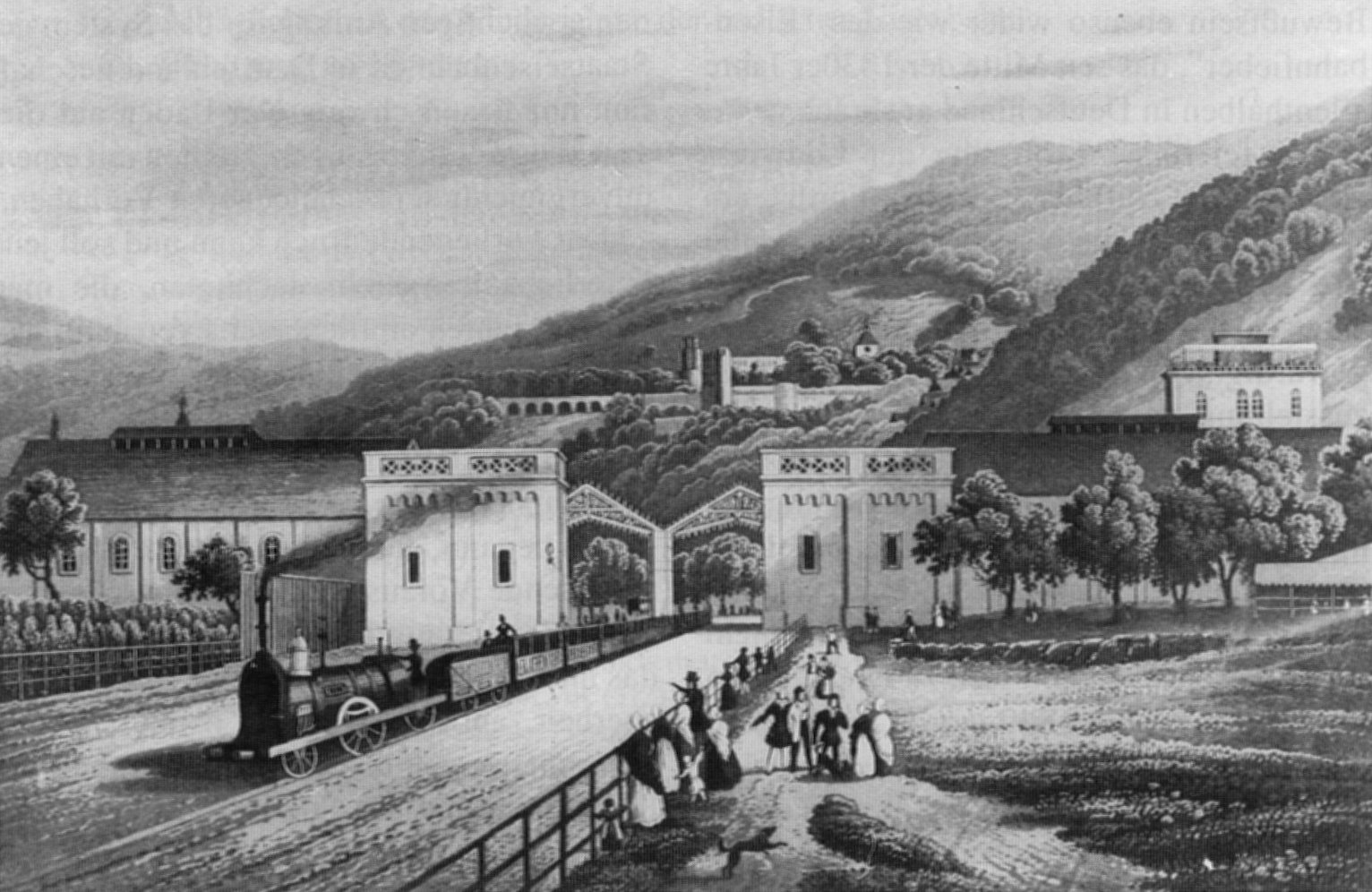
Ausfahrt eines Zuges aus dem Heidelberger Bahnhof, 1840

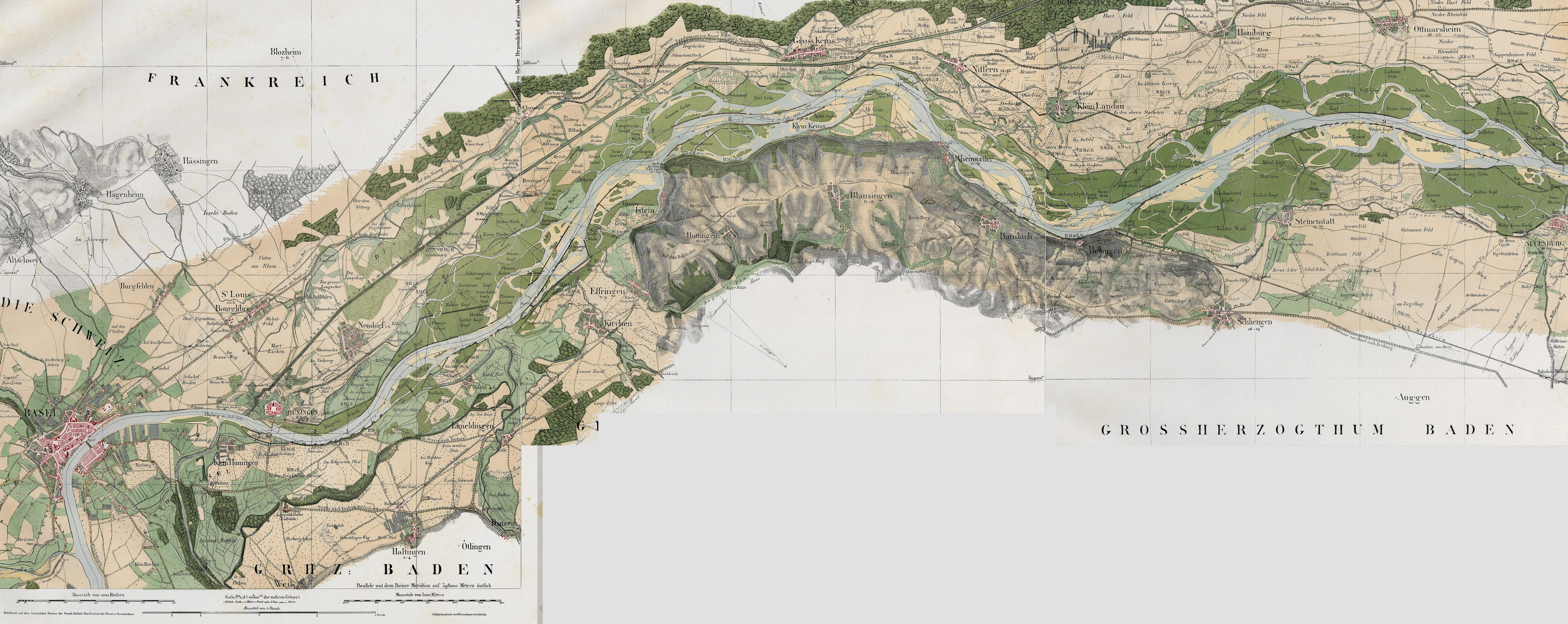
Die Bahnhöfe von Schliengen bis zum Endpunkt Haltingen 1852

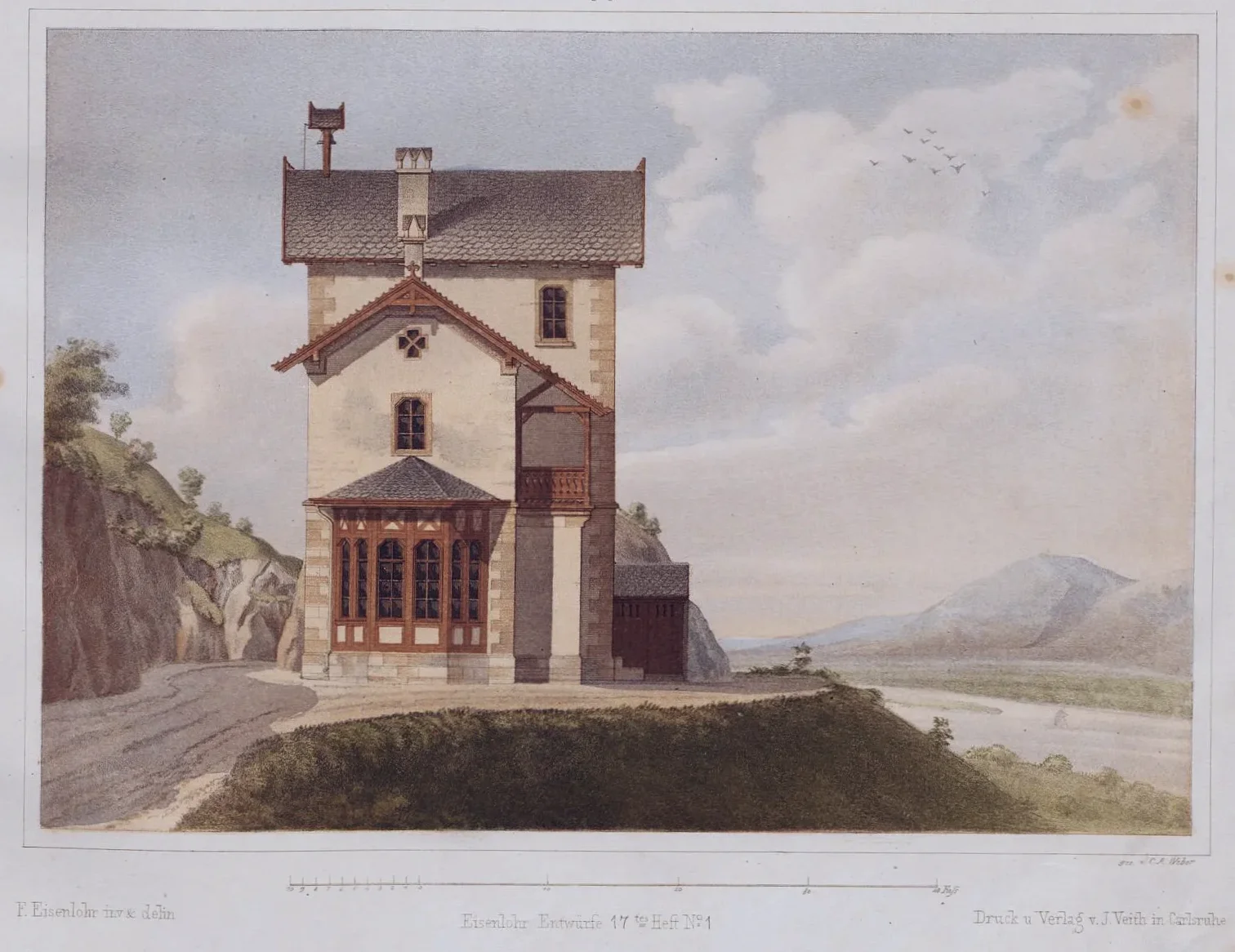
Entwurf von Friedrich Eisenlohr für das Bahnhofsgebäude von Rheinweiler

Bereits im September 1838 begann der Bau der ersten Teilstrecke zwischen den beiden neuen Kopfbahnhöfen Mannheim und Heidelberg als Endpunkten. Nach zwei Jahren Bauzeit konnte dieser Abschnitt am 12. September 1840 feierlich eröffnet werden. Die Weiterführung nach Süden erfolgte in folgenden Etappen: Heidelberg – Bruchsal – Karlsruhe am 10. April 1843, Karlsruhe – Ettlingen – Rastatt am 1. Mai 1844, Rastatt – Oos (heutiger Bahnhof Baden-Baden) am 6. Mai 1844, Oos – Offenburg am 1. Juni 1844 und Offenburg–Freiburg am 30. Juli 1845. Sämtliche Hochbauten der Strecke von Mannheim bis Freiburg, von denen noch heute einige Gebäude erhalten sind, wurden vom badischen Architekten Friedrich Eisenlohr geplant. Es folgten die Streckenabschnitte Freiburg – Müllheim (Baden) am 1. Juni 1847, Müllheim – Schliengen am 15. Juni 1847 und Schliengen – Efringen-Kirchen am 8. November 1848. Der Weiterbau in Richtung Schweizer Grenze wurde durch die Ereignisse der Märzrevolution behindert, in deren Verlauf die Eisenbahnstrecke an mehreren Stellen von Freischärlern beschädigt wurde. Die Fertigstellung des Abschnitts bis Haltingen verzögerte sich dadurch bis zum 22. Januar 1851. Nachdem es sich herausgestellt hatte, dass sämtliche Nachbarländer für ihre Bahnen die Normalspur mit Vignolschienen verwendeten, baute die Badische Staatsbahn zwischen 1854 und 1855 innerhalb nur eines Jahres alle ihre bis dahin erstellten Strecken sowie das rollende Material auf Normalspur um.

### Fortführung nach Konstanz
War im Gesetz von 1838 nur vom Bau einer Strecke „von Mannheim zur Schweizer Grenze bei Basel“ die Rede, stellte sich nun die Frage nach einem geeigneten Endpunkt sowie der Anbindung an das Schweizer Verkehrsnetz. Während die Stadt Basel eine Anbindung in Basel forderte, gab es in Baden nicht wenige Stimmen, die einem Streckenendpunkt im Ausland skeptisch gegenüberstanden und als Endpunkt die badische Kleinstadt Lörrach oder gar Waldshut bevorzugten. Die seinerzeitige politische Diskussion war von vielen nationalen Argumenten und Vorbehalten geprägt. So erteilte Baden bereits 1846 der Schweizerischen Nordbahn-Gesellschaft die Konzession zum Bau einer Eisenbahnstrecke von Basel/Lörrach nach Waldshut mit Fortsetzung in der Schweiz Richtung Zürich, um eine Verbindung mit dem schweizerischen Eisenbahnnetz im badischen Waldshut, anstatt im schweizerischen Basel, zu erreichen. Allerdings konnte die Schweizerische Nordbahn-Gesellschaft die finanziellen Mittel zum Bau der Strecke nicht aufbringen, so dass die Konzession verfiel. Erst im badisch-schweizerischen Staatsvertrag vom 27. Juli 1852 konnte eine dauerhafte Lösung für die Weiterführung der Badischen Hauptbahn erzielt werden: der Vertrag sah den Weiterbau von Haltingen über den rechtsrheinischen Teil Basels und weiter über Bad Säckingen nach Waldshut vor. Dadurch entstand die bis heute weiterbestehende, ungewöhnliche Situation, dass eine deutsche Staatsbahn eine Eisenbahnstrecke im Ausland baut und betreibt.
Am 20. Februar 1855 konnte die Strecke von Haltingen bis Basel eröffnet werden, am 4. Februar 1856 folgte der Abschnitt bis Bad Säckingen und am 30. Oktober desselben Jahres die Weiterführung bis Waldshut, wo mit Eröffnung der Rheinbrücke am 18. August 1859 die erste Eisenbahnverbindung zwischen Baden und der Schweiz entstand.
Stand beim Bau der Strecke Mannheim–Basel/Waldshut der internationale Nord-Süd-Verkehr und die Verbindung der größten badischen Städte im Vordergrund, war im Badisch-Schweizerischen Staatsvertrag bereits eine Fortführung zum Bodensee geregelt worden, der eine Anbindung des Bodenseeraums um Konstanz an die Eisenbahn ermöglichte. Doch auch hierbei führten Meinungsverschiedenheiten um die Streckenführung im Raum Schaffhausen zu Verzögerungen: während die Schweizer Seite eine Führung durch den nördlichen Klettgau auf Schweizer Territorium bevorzugte, favorisierten die Badener eine Streckenführung durch das Wangental zum badischen Jestetten. Sie konnten sich allerdings damit nicht durchsetzen, sodass die am 13. Juni 1863 eröffnete Fortsetzung der Badischen Hauptbahn von Waldshut nach Konstanz nicht über Jestetten, sondern über Erzingen und Beringen führte. Mit diesem letzten Streckenabschnitt, dessen Baumaßnahmen von Robert Gerwig geleitet wurden, war der Bau der Badischen Hauptbahn vollendet.

### Entwicklung der Strecke bis zum Ersten Weltkrieg
Bei Betriebsaufnahme der ersten Teilstrecke zwischen Mannheim und Heidelberg wurden täglich vier Personen-Zugpaare eingesetzt, die für die einfache Strecke ca. 35–40 Minuten Fahrzeit benötigten. Zum Vergleich: heute benötigen die Züge für dieselbe Strecke 12–17 Minuten. 1845 wurde der Güterverkehr aufgenommen und 1847 der erste Schnellzug zwischen Schliengen und Mannheim eingesetzt. Mit fortschreitendem Weiterbau der Badischen Hauptbahn wurde dieser Schnellzugverkehr bis Basel, Waldshut und Konstanz verlängert. Ab 1863 verkehrten täglich zwei Schnellzugpaare zwischen Mannheim und Konstanz, die für die 414 Kilometer lange Strecke 12–14 Stunden benötigten. Zum Vergleich: heute benötigen die Züge von Mannheim nach Konstanz über Basel ca. 4 Stunden, über die Schwarzwaldbahn ca. 3½ Stunden.
Der Verkehr auf der Badischen Hauptbahn stieg rasch an, sodass schon bald der zweigleisige Ausbau notwendig wurde. 1846 konnte er zwischen Mannheim und Heidelberg abgeschlossen werden, 1847 bis Offenburg, 1848 bis Freiburg und 1855 bis Basel. Auch die Zweigstrecke Appenweier–Kehl wurde 1846/1847 zweigleisig ausgebaut. Dagegen blieb das Streckenstück am Hochrhein zwischen Basel und Konstanz eingleisig.
Am 22. Juli 1870 wurde im Zuge der Mobilmachung für den Deutsch-Französischen Krieg die Hauptbahn an mehreren Stellen zwischen Rastatt und Offenburg unbrauchbar gemacht. Im Wagenpark der Badischen Bahnen befanden sich zu dieser Zeit größtenteils zweiachsige Abteilwagen, während Württemberg von Anfang an auf Großraumwagen gesetzt hatte. Baden wechselte später ebenfalls zu diesem System.
Die zweigleisigen Strecken in Baden wurden bis 1888 im Linksverkehr betrieben, erst danach erfolgte die Umstellung auf Rechtsverkehr etappenweise.
Die ersten Abschnitte der Badischen Hauptbahn wurden in Breitspur mit einem Schienenabstand von 1600 mm angelegt. Schon bald zeigte sich allerdings, dass sich die anderen Mitteleuropäischen Staaten für die später so benannte Normalspur entschieden, sodass das badische Eisenbahnnetz aufgrund der anderen Spurweite in eine Isolation zu geraten drohte. In Heidelberg (ab 1846) und Bruchsal (ab 1853) bestanden bereits Anschlüsse zu in Normalspur ausgeführten Nachbarbahnen. Durchgehende Frachtgüter mussten jeweils umgeladen werden. Daher wurden die bis dahin gebauten Strecken im Laufe der Jahre 1854/1855 auf Normalspur umgebaut. Insgesamt mussten 203 Kilometer zweigleisige und 79 Kilometer eingleisige Strecken umgespurt werden, außerdem die vorhandenen 66 Lokomotiven und 1133 Wagen. Dank dieser Maßnahme wurde der Einsatz grenzüberschreitender Güterwagenläufe möglich.

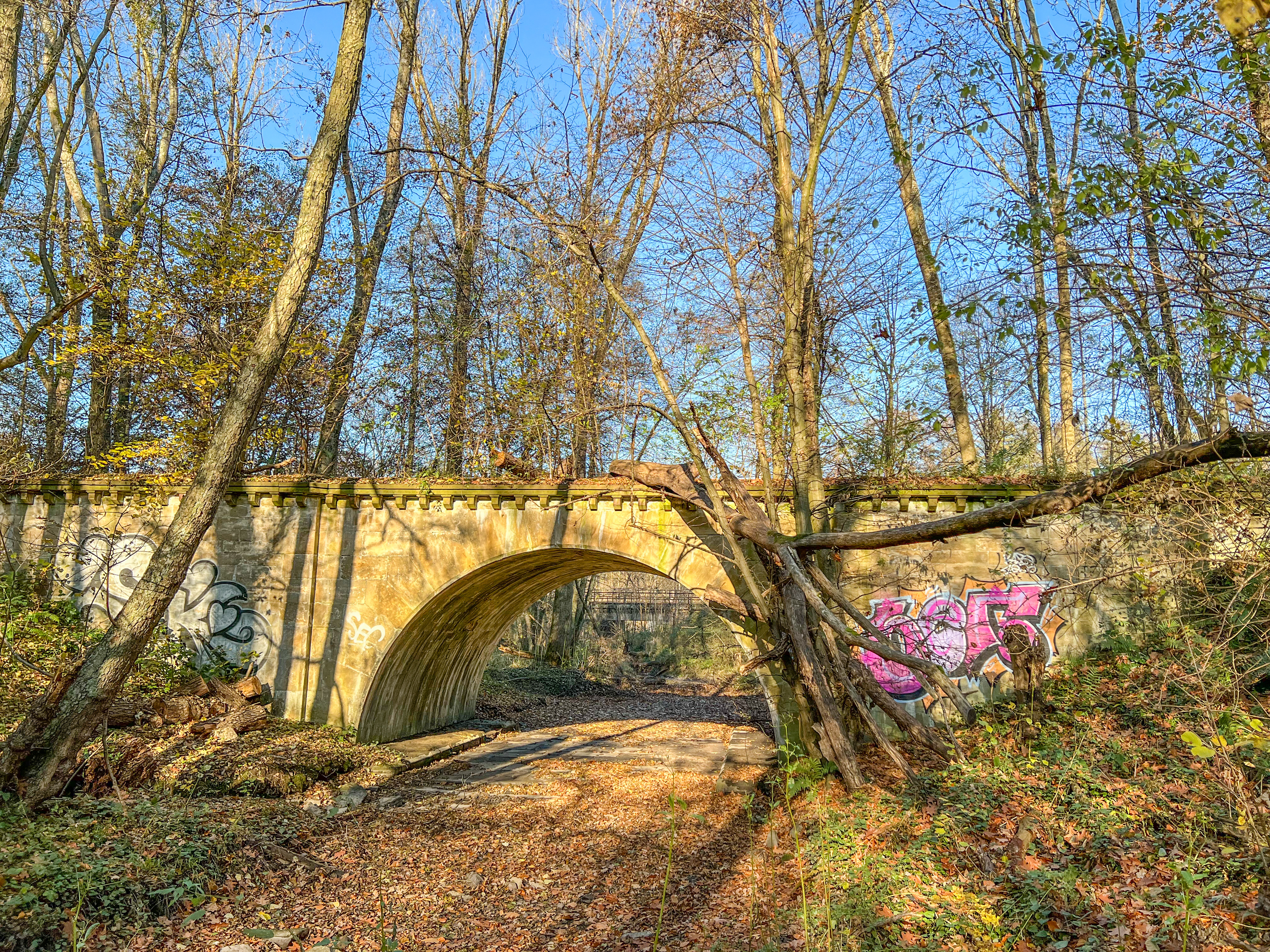
Bahnbrücke der Rheintalbahn Karlsruhe - Rastatt, aufgegeben 1895

Beim Eisenbahnbau war Mannheim, die größte und wichtigste Handelsstadt Badens, in eine Randlage geraten: der wichtige Nord-Süd-Verkehr von Frankfurt am Main in die Schweiz führte über die Bahnstrecke Frankfurt am Main–Heidelberg und weiter über die Badische Hauptbahn nach Basel. Daher bemühte sich Mannheim um einen direkten Eisenbahnanschluss nach Süden und beantragte den Bau einer Eisenbahnstrecke nach Karlsruhe über Schwetzingen. Die 1870 eröffnete Bahnstrecke Mannheim–Karlsruhe zog einen Teil des Eisenbahnverkehrs zwischen dem Rhein-Neckar-Raum und Karlsruhe von der Badischen Hauptbahn auf sich und schuf eine Entlastungsstrecke für die in diesem Bereich bereits an die Grenzen ihrer Kapazität angelangte Hauptbahn. Diese Entlastungsstrecke wurde 1895 aus strategischen Gründen weiter nach Süden bis Rastatt (über Durmersheim) verlängert, so dass fortan auch zwischen Karlsruhe und Rastatt zwei Eisenbahnstrecken existierten. Dabei wurde auch der Rastatter Bahnhof nach Westen und die bestehende Trasse nach Norden verlegt, um die Anbindung möglich zu machen. Die 1895 aufgegebene Bahnbrücke über den Federbach kurz vor Rastatt ist heute noch erhalten.

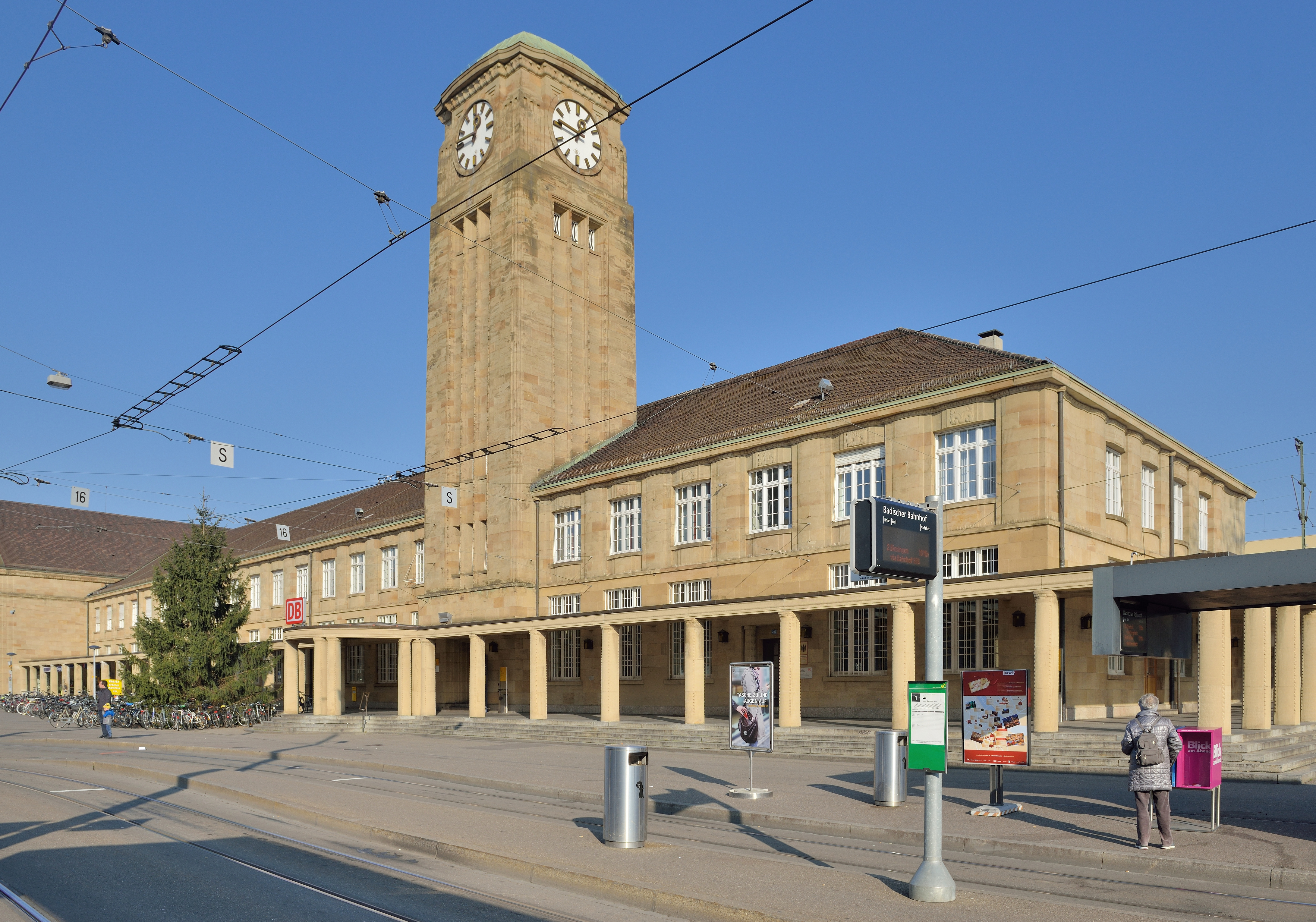
Der Badische Bahnhof von 1913 in Basel

Durch den stetig anwachsenden Verkehr und den Bau der Gotthardbahn 1882 wuchs die Bedeutung der Strecke Mannheim–Basel weiter an. Dagegen konnte die Strecke am Hochrhein zwischen Basel und Konstanz nicht von dieser Entwicklung profitieren: nach Bau der Basler Verbindungsbahn (1873) und der Bözberglinie (1875) stand eine direkte Strecke zwischen Baden und der Zentralschweiz zur Verfügung, sodass der Grenzübergang in Waldshut an Bedeutung verlor und der internationale Verkehr über den Grenzübergang in Basel abgewickelt wurde. Auch die Anbindung des Bodenseeraums erfolgte seit 1873 in erster Linie über die kürzere Schwarzwaldbahn, so dass die Hochrheinstrecke zu einer regionalen Ost-West-Strecke ohne überregionale Bedeutung wurde.
Durch den wachsenden Verkehr zwischen Mannheim und Basel und die Ausdehnung der Städte wurden an den Knotenbahnhöfen ein Umbau und teilweise eine Verlegung der Bahnanlagen notwendig. So entstanden zwischen 1895 und 1914 neue Güter- und Rangierbahnhöfe in Karlsruhe, Mannheim, Basel, Freiburg und Heidelberg und neue Personenbahnhöfe in Karlsruhe und Basel.

### Entwicklung der Strecke im 20. Jahrhundert
Von etwa 1895 bis 1914 stand die Badische Hauptbahn im scharfen Wettbewerb mit der Elsässischen Bahn, denn die Fahrzeiten zwischen Basel und Frankfurt bzw. Mannheim waren nahezu identisch. Während des Ersten Weltkriegs fuhren die Schnellzüge ausschließlich über die Badische Hauptbahn, weil die elsässischen Bahnstrecken bei Mülhausen in Reichweite der französischen Artillerie lagen. Nachdem das Elsass nach dem Ersten Weltkrieg an Frankreich gefallen war, fuhren alle Züge nach Basel nur noch über die badische Hauptbahn.
Nach Gründung der Deutschen Reichsbahn im Jahr 1920 ging die Badische Hauptbahn zusammen mit den anderen Strecken der Großherzoglich Badischen Staatseisenbahnen in den Besitz der Reichsbahn über, sodass neben den Lokomotiven badischer Bauart auch Lokomotiven anderer ehemaliger Länderbahnen sowie die neu entwickelten Dampflokomotiven der Einheitsbauarten auf der Badischen Hauptbahn zum Einsatz kamen.
Durch die Abtretung von Elsass-Lothringen an Frankreich infolge des Ersten Weltkriegs geriet das Land Baden und mit ihm die Badische Hauptbahn in eine Randlage, die aus Sicht der Militärstrategen keinen zuverlässigen Betrieb erlaubte. So befindet sich die Strecke beim Isteiner Klotz in Sichtweite der deutsch-französischen Grenze. Im Zuge der Ruhrbesetzung besetzten französische Truppen im Februar 1923 auch Offenburg und Appenweier, sodass der Verkehr auf der Hauptbahn unterbrochen wurde und die Züge weiträumig umgeleitet werden mussten. Sowohl die Elztalbahn als auch die Murgtalbahn besaßen zu diesem Zeitpunkt an einem Ende keine Anschlussbahn. Daher führte die Umgehungsstrecke von Freiburg über die Höllentalbahn nach Donaueschingen, über die Schwarzwaldbahn nach Hausach und von dort aus weiter über die Bahnstrecke Hausach–Schiltach, die Bahnstrecke Eutingen im Gäu–Schiltach und die Nagoldtalbahn nach Pforzheim, wo wiederum Anschluss nach Karlsruhe bestand. Obwohl diese weiträumige Umleitung bereits im ersten Monat der Besetzung einsatzbereit war, stellte sie mit zweimaligem Kopfmachen in Hochdorf und Pforzheim, der Führung über eingleisige Nebenstrecken sowie den Steilstreckenabschnitten im Höllental keine dauerhafte Alternative zur Badischen Hauptbahn dar. Dennoch zeigten die Ereignisse die Anfälligkeit der Badischen Hauptbahn gegenüber französischen Übergriffen. Infolgedessen konzentrierten sich Pläne zum Ausbau der europäischen Verkehrsachse Deutschland–Schweiz–Italien fortan auf die grenzferneren Strecken Stuttgart–Horb und Plochingen–Immendingen sowie den Neubau der Hattinger Kurve. 
Von 1928 bis 1939 verkehrte der Rheingold zwischen Karlsruhe und Basel über die Badische Hauptbahn. Nach dem Zweiten Weltkrieg kehrte der Rheingold von 1951 bis 1987 als Fernschnellzug bzw. TEE auf die Badische Hauptbahn zurück. Auch der Orient-Express verkehrte über die Badische Hauptbahn: von Straßburg kommend befuhr er den Streckenabschnitt zwischen Appenweier und Karlsruhe.
Während des Zweiten Weltkriegs war die Badische Hauptbahn – wie alle anderen Eisenbahn-Hauptstrecken auch – von schweren Bombardements der Eisenbahnknoten sowie Zerstörung von Brücken und Bauwerken betroffen. Nach dem Krieg war die Strecke in zwei Teile geteilt: der Abschnitt Mannheim–Karlsruhe lag in der amerikanischen Besatzungszone, der Abschnitt von Rastatt bis Konstanz in der französischen Zone unter Verwaltung der Betriebsvereinigung der Südwestdeutschen Eisenbahnen. Die Streckenabschnitte innerhalb der Schweiz standen unter eidgenössischer Treuhänderschaft. Nach Gründung der Deutschen Bundesbahn unterstand die Strecke ab 1949 wieder einer einheitlichen Betriebsverwaltung. Als Reparationsleistung musste das zweite Gleis der Strecke zwischen Offenburg und Denzlingen 1946 abgebaut und an die französische Besatzungsmacht abgegeben werden. Da dieser eingleisige Abschnitt auf der stark belasteten Strecke einen Engpass darstellte, wurde das zweite Gleis auf Drängen der Schweiz, die die Zufahrt zum Gotthardpass gefährdet sah, bis 1950 wieder aufgebaut.
Schon Anfang der 1950er-Jahre begann die Deutsche Bundesbahn mit der Elektrifizierung der Strecke Mannheim–Basel. In mehreren Etappen konnte der elektrische Betrieb aufgenommen werden:
| Streckenabschnitt                      | Aufnahme des elektrischen Betriebs |
| -------------------------------------- | ---------------------------------- |
| Basel – Efringen-Kirchen               | 5. Oktober 1952                    |
| Efringen-Kirchen – Freiburg (Breisgau) | 4. Juni 1955                       |
| Freiburg (Breisgau) – Offenburg        | 2. Juni 1956                       |
| Offenburg – Karlsruhe                  | 4. Juli 1957                       |
| Karlsruhe – Bruchsal                   | 29. September 1957                 |
| Bruchsal – Heidelberg                  | 5. Mai 1955                        |
| Heidelberg – Mannheim Friedrichsfeld   | 2. Juni 1956                       |
| Mannheim Friedrichsfeld – Mannheim     | 1. Juni 1958                       |

Mit der Elektrifizierung verbunden war auch die Verlegung des Heidelberger Hauptbahnhofs 1955. Durch den elektrischen Betrieb konnten die Fahrzeiten gekürzt und die Leistungsfähigkeit der Strecke erhöht werden. Durch ihre weitgehend geradlinige Streckenführung konnte die Streckenhöchstgeschwindigkeit auf den meisten Abschnitten auf 160 km/h erhöht werden.
Die Hochrheinstrecke Basel–Konstanz verblieb dagegen ohne Fahrleitung. Erst mit Elektrifizierung der Schwarzwaldbahn wurde das Teilstück Singen (Hohentwiel)–Konstanz am 24. September 1977 elektrifiziert, 1990 folgte das Streckenstück Singen–Schaffhausen als Teil der internationalen Verbindung Stuttgart–Zürich. In den 1980er-Jahren erfolgte der zweigleisige Ausbau der Strecke Basel–Waldshut, um einen verbesserten Personennahverkehr mit Taktverkehr anbieten zu können.

### Ausbau zur Hochgeschwindigkeitsstrecke
Die starke Belastung der Badischen Hauptbahn führte ab den 1970er-Jahren zu Planungen, die Strecke mehrgleisig auszubauen. Mit der schrittweisen Eröffnung der Neubaustrecke Mannheim–Stuttgart 1987 und 1991 konnte der nördliche Abschnitt der Badischen Hauptbahn zwischen Mannheim und Bruchsal entlastet werden.
Im Bundesverkehrswegeplan 1985 wurde außerdem der viergleisige Ausbau des Abschnitts Karlsruhe–Offenburg sowie der dreigleisige Ausbau zwischen Offenburg und Basel zur Ausbau- und Neubaustrecke Karlsruhe–Basel im vordringlichen Bedarf aufgenommen.

## Teilstrecken

### Mannheim–Heidelberg
Die Teilstrecke Mannheim–Heidelberg ist die älteste Eisenbahnstrecke in Südwestdeutschland. Sie führt schnurgerade durch die Oberrheinische Tiefebene und besaß am Anfang nur einen einzigen Zwischenbahnhof auf halber Strecke in Friedrichsfeld. Ursprünglich war eine etwas weiter nördliche Linienführung geplant, die eine bessere Anbindung von Seckenheim ermöglicht hätte. Allerdings scheiterten diese Planungen am Widerstand der dortigen Bevölkerung. In Friedrichsfeld ist die Main-Neckar-Bahn mit einem Gleisdreieck an die Strecke Mannheim–Heidelberg angebunden.

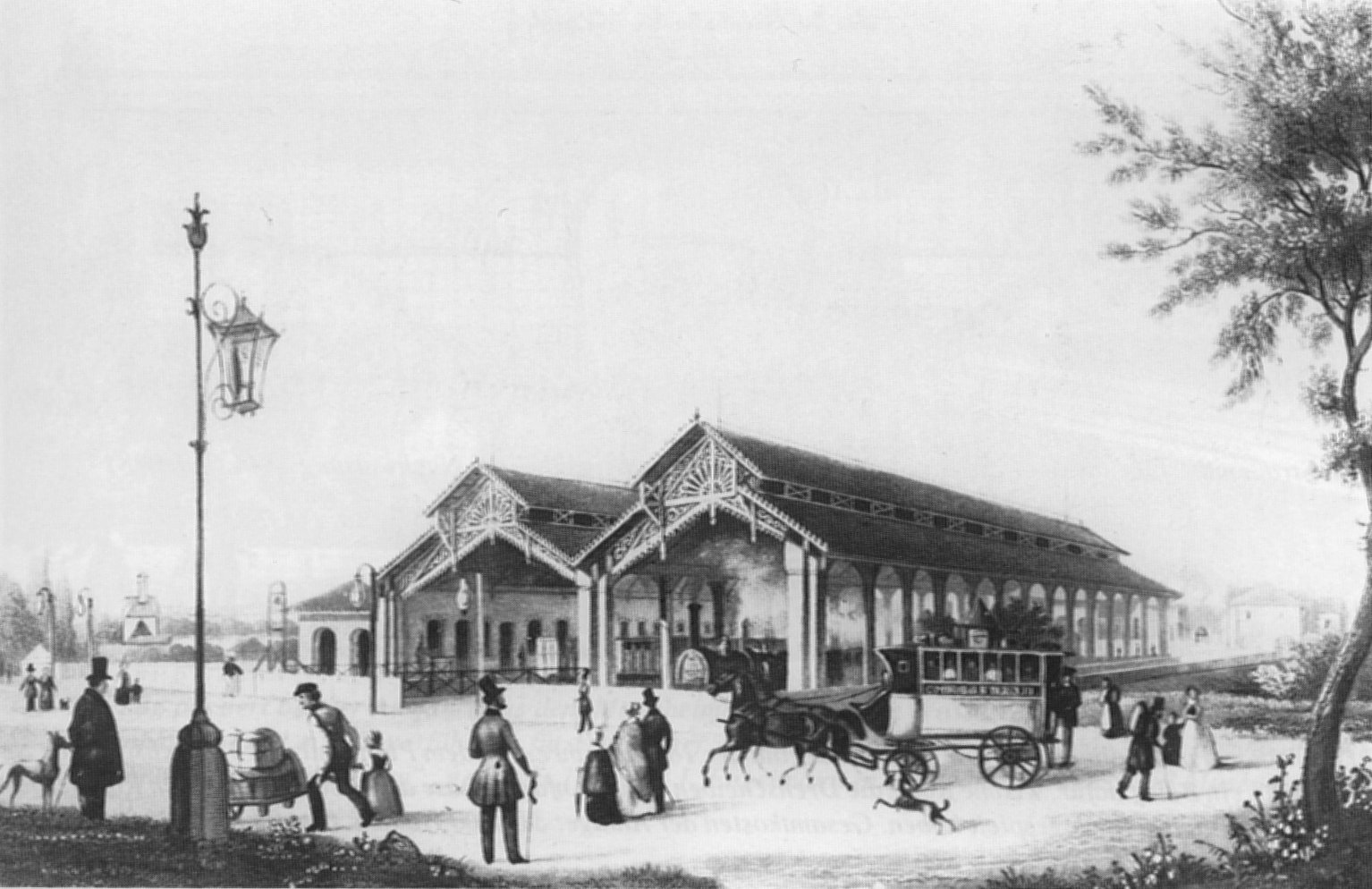
Der ursprüngliche Bahnhof in Mannheim, frühe 1840er-Jahre

Der erste Bahnhof von Mannheim wurde nördlich der jetzigen Anlage bei der heutigen Straßenbahnhaltestelle „Tattersall“ angelegt, um eine Weiterführung nach Norden zu ermöglichen, die jedoch nicht zustande kam. Im Zuge des Baus der Mannheimer Rheinbrücke wurde der Bahnhof in seiner heutigen Lage neu erbaut und bis 1876 fertiggestellt. 1854 wurde ein Güterbahnhof im Mannheimer Hafen errichtet, 1906 folgte der Rangierbahnhof südöstlich des Hauptbahnhofs, der heute Deutschlands zweitgrößter Rangierbahnhof ist.
Der ursprüngliche Heidelberger Hauptbahnhof lag am heutigen „Adenauerplatz“ und war als Kopfbahnhof ausgeführt, um ihn möglichst stadtnah anlegen zu können. Direkt benachbart lag der Endbahnhof der Main-Neckar-Bahn. Bereits 1862 wurde der Hauptbahnhof teilweise zum Durchgangsbahnhof erweitert. 1914 wurde am westlichen Stadtrand Heidelbergs ein neuer Güter- und Rangierbahnhof angelegt. Die bereits begonnenen Arbeiten zur Verlegung des Heidelberger Hauptbahnhofs an den westlichen Stadtrand wurden durch den Ersten Weltkrieg unterbrochen und erst nach dem Zweiten Weltkrieg fortgeführt. Der Neubau als reiner Durchgangsbahnhof wurde erst 1955 fertiggestellt.
Inzwischen wurden der Heidelberger Güterbahnhof und das Bahnbetriebswerk wieder stillgelegt, von der viergleisigen Bahnanlage zwischen Friedrichsfeld und Wieblingen wird zurzeit nur ein Gleispaar genutzt. Die Strecke wird von IC/ICE-Zügen im Stundentakt, S-Bahnen (seit 2003), Nahverkehrszügen und Güterzügen im dichten Takt befahren.

### Heidelberg–Karlsruhe
Dieser Streckenabschnitt wird seit einigen Jahren für Marketingzwecke mit Baden-Kurpfalz-Bahn bezeichnet, „Kurpfalz“ bezieht sich dabei auf Heidelberg, Hauptstadt der gleichnamigen historischen Region.

#### Verlauf

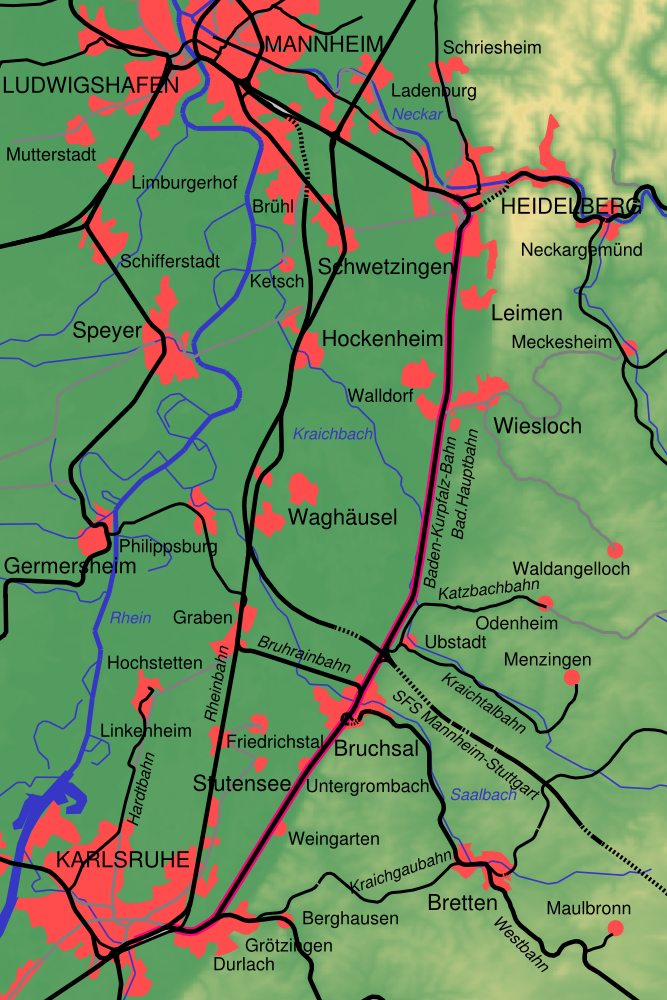
Übersichtskarte

Der Streckenabschnitt zwischen Heidelberg und Karlsruhe führt entlang des östlichen Randes der Oberrheinebene in Nord-Süd-Richtung. Vom Heidelberger Hauptbahnhof geht die Strecke in südlicher Richtung durch die Bahnhöfe Heidelberg-Kirchheim, St. Ilgen und Wiesloch-Walldorf, tritt in den Forst Hochholz ein und unterquert die A 6. Anschließend folgen Rot-Malsch, das Schloss Kislau an der rechten Seite samt der Haltestelle Bad Schönborn-Kronau und der Bahnhof Ubstadt-Weiher. Von links schwenken Kraichtalbahn und die Katzbachbahn dazu, dann wird die Schnellfahrstrecke Mannheim–Stuttgart unterquert, an deren Abzweigstelle Bruchsal Rollenberg Verbindungskurven zur Badischen Hauptbahn abzweigen. Es folgt der Bahnhof Bruchsal, wo die Württembergische Westbahn und die Bruhrainbahn ihren Ausgangs- bzw. Endpunkt haben. Danach führt die Strecke am Rande des Kraichgau über Untergrombach und Weingarten zum Bahnhof Karlsruhe-Durlach, unterquert die A 5 und erreicht den Karlsruher Hauptbahnhof.
Im Jahr 1911 wurde die Streckenführung im Bereich von Durlach durch Verlegung des Durlacher Bahnhofs nach Westen verändert und dabei die Kurvenradien vergrößert. In Karlsruhe befand sich der Hauptbahnhof bis 1913 am südlichen Rand der Innenstadt. Aufgrund der geringen Kapazität dieses Bahnhofs wurde 1913 eine neugebaute Station am südlichen Stadtrand eröffnet. Bereits 1895 war ein Rangierbahnhof am südlichen Stadtrand entstanden, dessen Aufgaben heute nach Mannheim verlagert sind.
Etwa auf Höhe Durlach zweigte ein Industriegleis ab, das noch etwa einen Kilometer parallel zur Badischen Hauptbahn nach Norden verlief, dann nach Westen schwenkte und zu den Bosch-Werken führte. In Weingarten und Untergrombach zweigten inzwischen zurückgebaute Gleise zu den örtlichen Baggerseen ab. In Bruchsal verlaufen Gütergleise in die dortige Südstadt, darüber hinaus gibt es solche noch beim Bahnhof Wiesloch-Walldorf.

#### Ausstattung
Im Zuge der S-Bahn-Einführung wurden die Haltepunkte und Bahnhöfe modernisiert und barrierefrei ausgebaut und die Signal- und Stellwerkstechnik erneuert. In Weingarten, Untergrombach und Bruchsal Gewerbliches Bildungszentrum beträgt die Bahnsteighöhe 55 cm, auf den Bahnhöfen zwischen Bruchsal und Heidelberg durchgehend 76 cm, auf den Bahnhöfen Karlsruhe-Durlach und Bruchsal sind beide Bahnsteighöhen anzutreffen. Mehrere Bahnhöfe (z. B. Bad Schönborn Süd und Wiesloch-Walldorf) haben darüber hinaus noch ein drittes Gleis.
Die Strecke ist mit moderner Signaltechnik (Lichtsignale) sowie für Geschwindigkeiten bis 160 km/h ausgestattet. Im weiteren Bedarf des Bundesverkehrswegeplans ist eine Ertüchtigung der Strecke für eine Höchstgeschwindigkeit von 200 km/h vorgesehen.

#### Betrieb

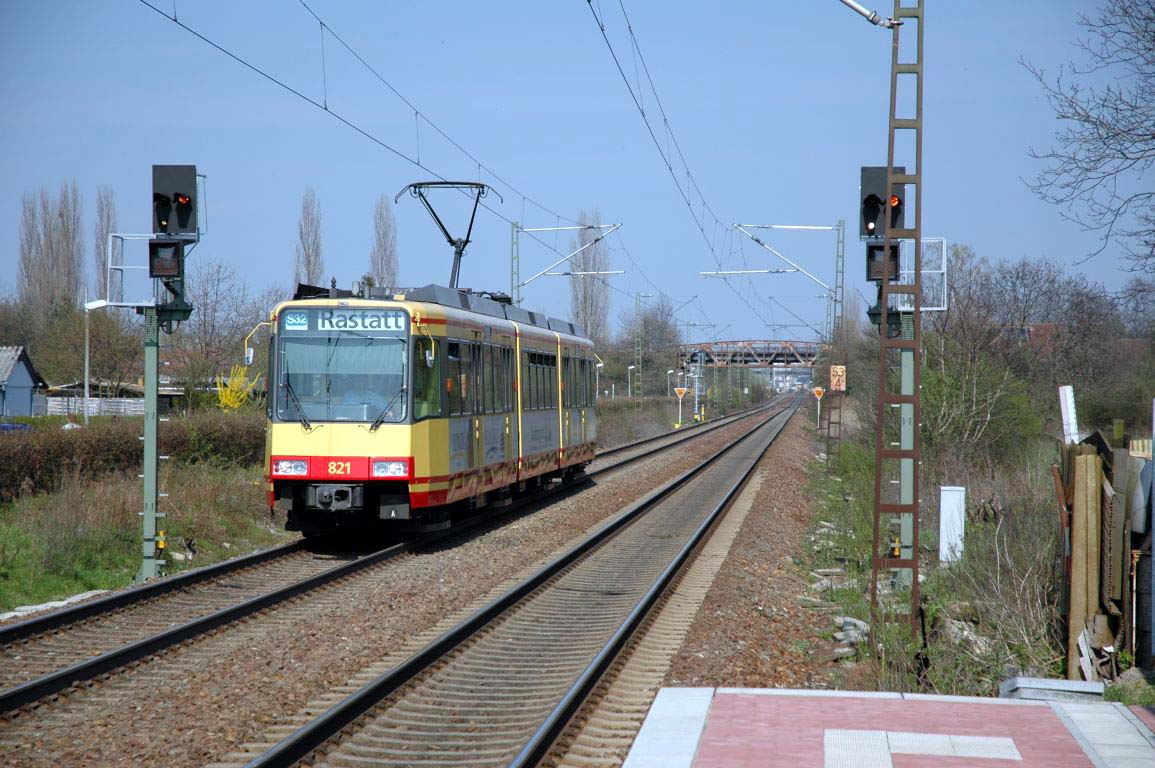
AVG-Stadtbahnwagen bei Bruchsal, 2005

Auf der Strecke verkehren IC- und ICE-Züge und stellen die Verbindung zwischen Heidelberg, Karlsruhe und Stuttgart her. Seit 2007 wird der südliche Abschnitt zwischen Karlsruhe und Bruchsal auch von TGV-Zügen der Relation Paris–Straßburg–Stuttgart befahren. Ergänzt wird das Angebot von S-Bahnen in der Relation Heidelberg–Karlsruhe und Stadtbahnen der Albtal-Verkehrs-Gesellschaft zwischen Karlsruhe und Bruchsal, sodass im Nahverkehr mindestens zwei Züge pro Stunde und Richtung verkehren.
Seit 1994 ist der Abschnitt zwischen Karlsruhe und Bruchsal in das Karlsruher Stadtbahnnetz integriert. Während die Karlsruher Stadtbahnzüge zweieinhalb Jahre lang diesen Streckenabschnitt als Vorlaufbetrieb befahren hatten, so wurde ein Teil der Züge 1996 über die Kraichtalbahn bis nach Menzingen und der andere Teil ab 1998 über die Katzbachbahn nach Odenheim gebunden. Bereits Anfang 1996 entstand zwischen den Bahnhöfen Untergrombach und Bruchsal der neue Haltepunkt Bruchsal Gewerbliches Bildungszentrum, der überwiegend der gleichnamigen Bruchsaler Einrichtung dient.
Seit Dezember 2003 ist die gesamte Strecke darüber hinaus Teil der S-Bahn RheinNeckar. Im Zuge der S-Bahn-Einführung wurden die Haltepunkte und Bahnhöfe modernisiert und barrierefrei ausgebaut und die Signal- und Stellwerkstechnik erneuert. Dabei wurde die Strecke zwischen Bruchsal und Heidelberg der „S4“ von einem Stunden- auf einen Halbstunden-Takt verdichtet, stündlich wurden sie als „S3“ bis nach Karlsruhe durchgebunden.

### Karlsruhe – Basel Bad Bf
Die Strecke zwischen Karlsruhe und Basel gehört zu den am stärksten belasteten Eisenbahnstrecken Deutschlands. Sie verläuft am östlichen Rand der Oberrheinebene und weicht nur in Karlsruhe und Rastatt von dieser Linie ab, um die beiden Städte anzubinden. Während die Strecke größtenteils geradlinig trassiert ist, weist sie im südlichen Abschnitt zwischen Schliengen und Efringen-Kirchen eine kurvenreiche Streckenführung auf, um zwischen Rhein und Isteiner Klotz oberhalb der Ortschaften den Hängen des Schwarzwaldes zu folgen. Eine tieferliegende Trassierung ähnlich der Autobahn A 5 war nicht möglich, da zum Zeitpunkt des Bahnbaus die Rheinbegradigung in diesem Bereich noch nicht erfolgt war, sodass die Flächen unterhalb der Ortschaften zum Flutbereich des Rheins gehörten.

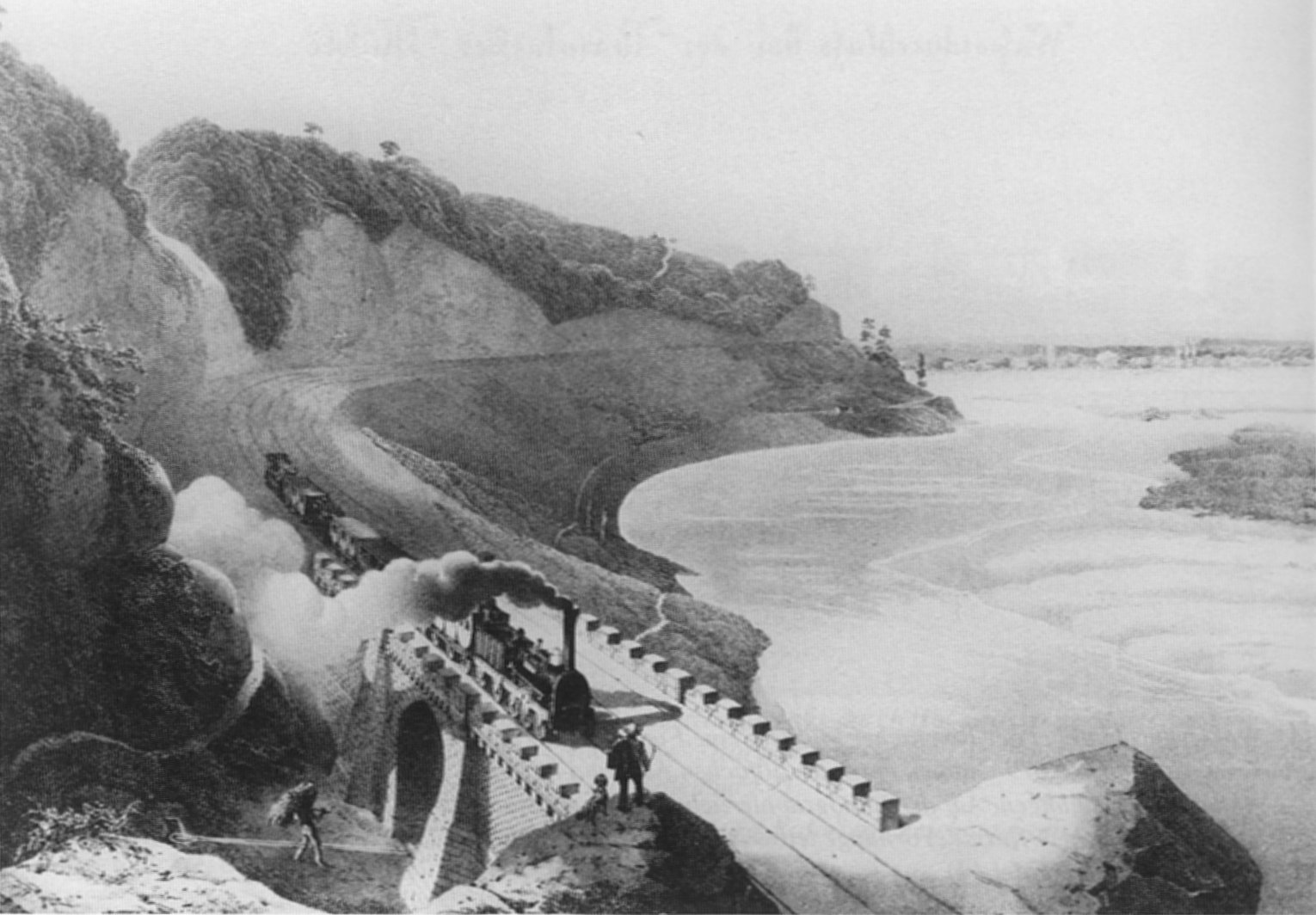
Zug beim Isteiner Klotz in den Anfangsjahren des Eisenbahnbetriebs

Zwischen Karlsruhe und Rastatt wurde 1895 neben der Badischen Hauptbahn eine weitere Eisenbahn-Hauptstrecke eröffnet, die einen weiter westlichen Verlauf über Durmersheim hatte. Anlass für diesen Streckenbau war die Forderung der Militärs nach einer zweiten, nördlichen Zufahrt nach Straßburg, die mit Hilfe der Strecke Graben-Neudorf – Karlsruhe – Rastatt – Roeschwoog (Elsass) geschaffen wurde. Gleichzeitig konnte mit dieser Strecke die Badische Hauptbahn entlastet werden. Nach dem Zweiten Weltkrieg wurde die Verbindung Rastatt – Roeschwoog nicht mehr in Betrieb genommen, der Abschnitt nördlich von Rastatt hingegen wird weiterhin betrieben. Im Zuge des Baus dieser strategischen Eisenbahnstrecke wurde auch der Bahnhof Rastatt verlegt und erweitert.
Aufgrund der starken Verkehrszuwächse mussten die größeren Knotenbahnhöfe Anfang des 20. Jahrhunderts erweitert werden. So wurde 1905 ein neuer Güterbahnhof in Freiburg an der ebenfalls neu erbauten Güterumgehungsbahn angelegt, sodass die Hauptstrecke durch das Stadtgebiet von den Güterzügen entlastet werden konnte. 1911 wurde der Bahnhof von Offenburg erneuert und um einen Rangierbahnhof ergänzt. Auch die Bahnanlagen in Basel wurden den gewachsenen Anforderungen angepasst: 1905 entstand ein neuer Güterbahnhof und 1913 ein neuer Personen- und ein neuer Rangierbahnhof. Letzterer liegt zur Hälfte auf deutschem und Schweizer Territorium.
Durch das Zusammentreffen der Eisenbahnstrecken dreier verschiedener Staatsbahnen in Basel entstand eine umfangreiche Eisenbahn-Infrastruktur: neben dem Badischen Bahnhof für die aus Deutschland ankommenden Züge der Centralbahnhof sowie der Bahnhof der französischen Staatsbahn. Für den Güterverkehr existiert neben dem Badischen Rangierbahnhof ein weiterer, größerer Rangierbahnhof in Muttenz. Die Personenzüge der Badischen Hauptbahn enden in der Regel im Badischen Bahnhof, zum Centralbahnhof fahren nur die internationalen Züge durch.

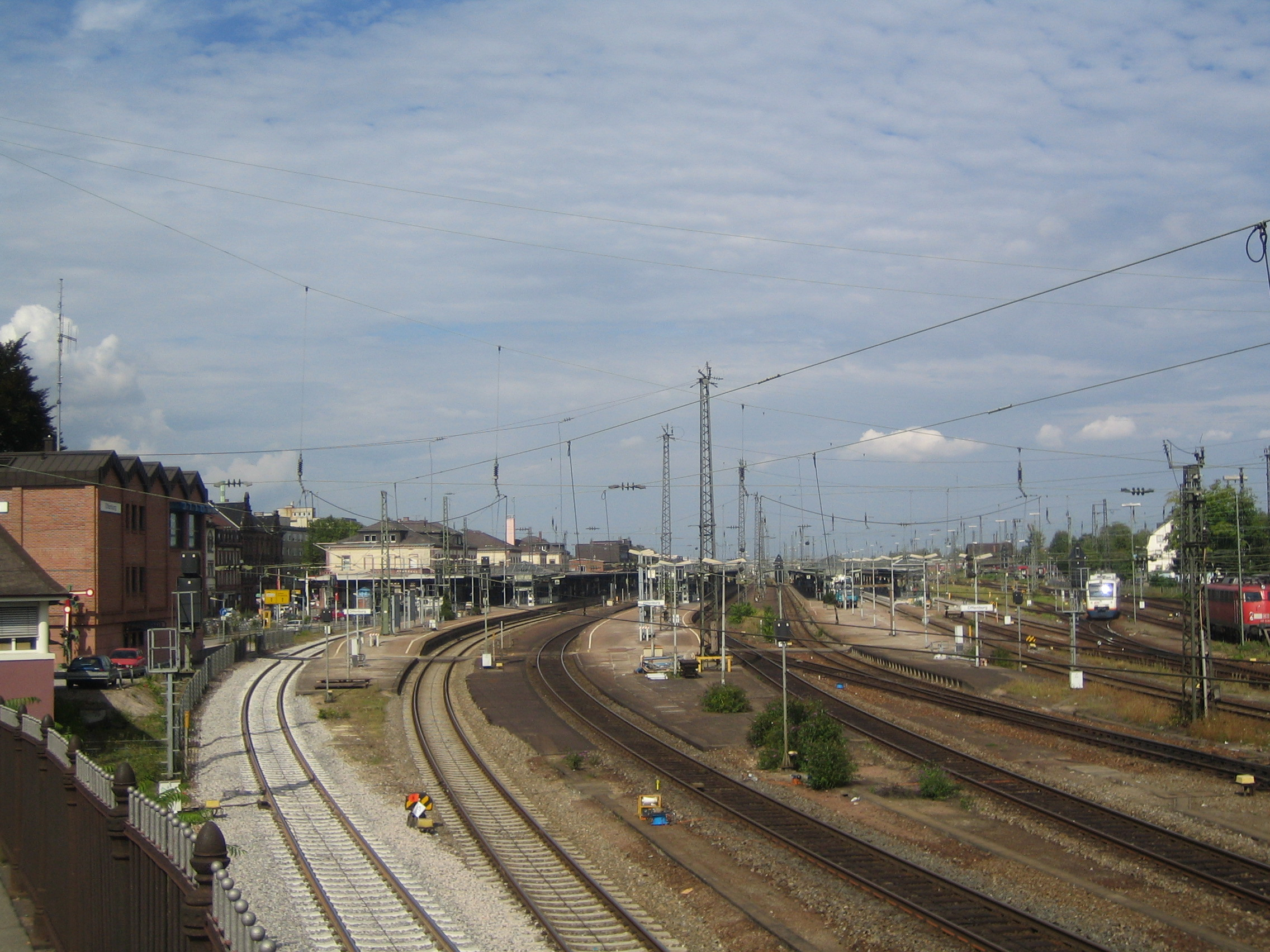
Gleisanlagen des Offenburger Bahnhofs, 2005

Die große Bedeutung der Strecke hat bereits sehr früh zum zweigleisigen Ausbau (1847–1855) und zur Elektrifizierung (1952–1957) geführt. Seit Mitte der 1980er-Jahre erfolgen der viergleisige Ausbau der Strecke und die Ertüchtigung für eine Höchstgeschwindigkeit von 250 km/h zur Neu- und Ausbaustrecke Karlsruhe–Basel.
Überregionale Bekanntheit erlangte die Strecke im Jahr 1971 infolge des Eisenbahnunglücks von Rheinweiler, als ein Schnellzug zu schnell im kurvenreichen Abschnitt zwischen Efringen-Kirchen und Schliengen unterwegs war, entgleiste und vom Bahndamm stürzte. Dabei wurden 23 Menschen getötet und 121 verletzt. Als Konsequenz dieses Unfalls wurde bundesweit die technische Sicherung von langsam zu durchfahrenden Streckenabschnitten verbessert.

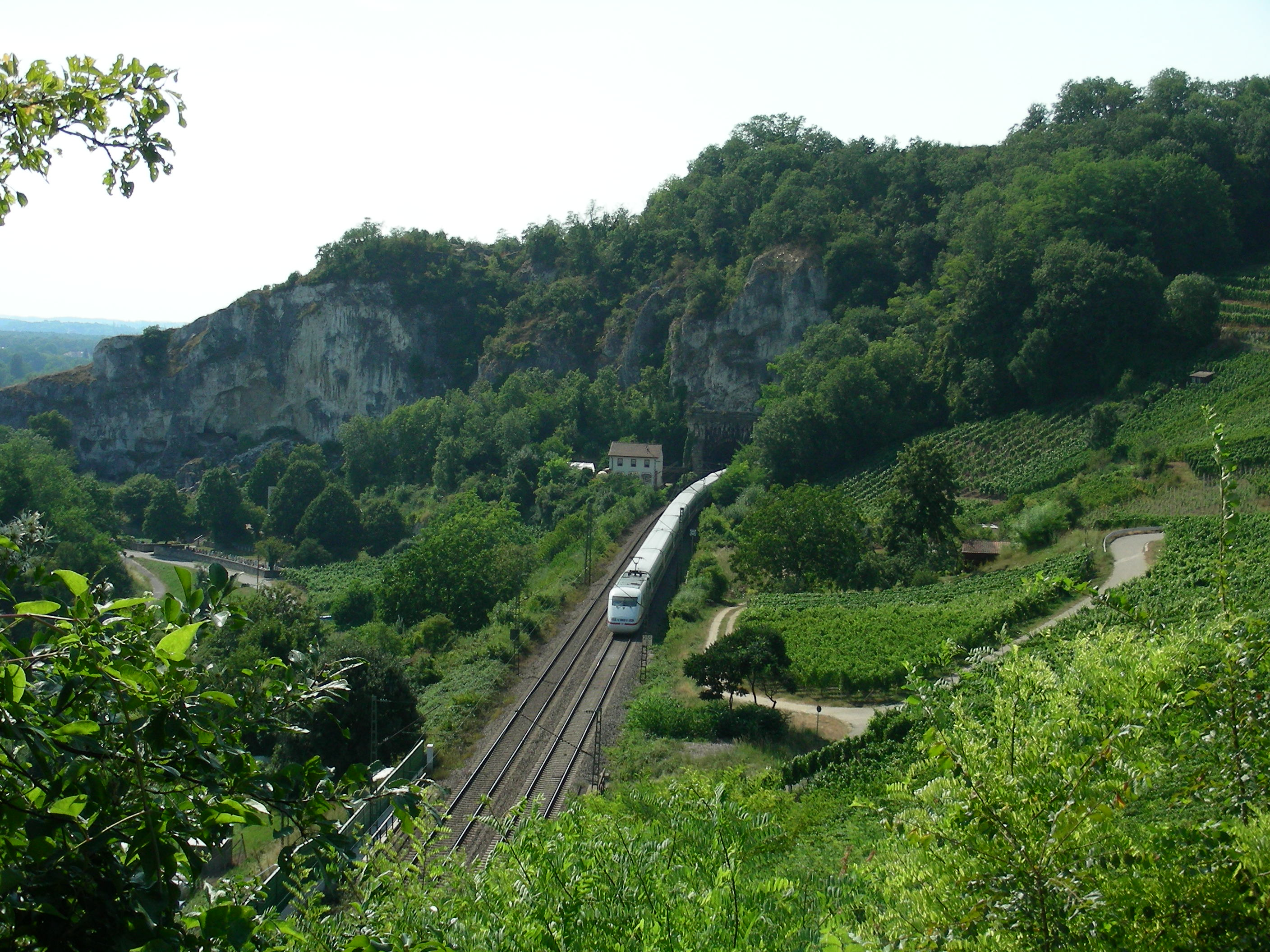
ICE vor dem Isteiner Klotz, 2006

Der Verkehr auf der Rheintalbahn ist geprägt durch den internationalen Personenfern- und Güterverkehr. Stündlich verkehren ein oder zwei IC/EC/ICE-Züge, zusätzlich fährt drei Mal täglich ein TGV aus Stuttgart über Karlsruhe Richtung Straßburg. Im Nahverkehr wird mindestens ein Stundentakt mit Regionalbahnen und Regionalexpress-Zügen angeboten. Zwischen Karlsruhe und Achern verkehren außerdem Stadtbahnen der Albtal-Verkehrs-Gesellschaft. In den frühen 1980er-Jahren wurde eine Reihe von Haltepunkten und Bahnhöfen aufgegeben, vor allem zwischen Rastatt und Offenburg. Nach dem viergleisigen Ausbau der Strecke konnten im Zuge des Stadtbahnverkehrs die Haltepunkte in Haueneberstein, Sinzheim, Steinbach (heute: Baden-Baden Rebland) wieder in Betrieb genommen werden und eine neue Haltestelle in Sinzheim Nord eingerichtet werden. Der Nahverkehr zwischen Basel und Freiburg soll in Zukunft in das Basler S-Bahn-Netz integriert werden.
Der Güterverkehr ist sehr umfangreich. Neben der Deutschen Bahn AG betreiben die Schweizerischen Bundesbahnen bereits ein Drittel aller Güterzüge auf dieser Strecke, vor allem im kombinierten Verkehr. Nach Ausbau der Eisenbahn-Alpenquerungen in der Schweiz wird mit einer starken Zunahme des Güterverkehrs auf der Rheintalbahn gerechnet.
Die Basler Verbindungsbahn, die heute als eine der Erweiterungen der Oberrheinbahn dient, entstand in Zusammenarbeit mit der Gotthardeisenbahn. Neben dem Güterverkehr in Richtung Rangierbahnhof Basel-Muttenz und Kleinhüningen verkehren hier auch Fern- und Regionalzüge von DB und SBB. Seit der Renovierung und Einweihung der Basler Eisenbahnbrücke im Dezember 2012 zählt diese Verbindungsbahn zu einer der wichtigsten Strecken für die deutsche und schweizerische Bahn. Bei Kilometer 3,461, am Nordkopf der Rheinbrücke, endet das DB Netz und beginnt die SBB. Auf dieser Strecke gilt das schweizerische Preissystem, allerdings wird auch das deutsche Baden-Württemberg-Ticket und unentgeltliche Beförderung mit Schwerbehindertenausweis anerkannt.

### Basel Bad Bf – Konstanz
Die Hochrheinstrecke führt von Basel zunächst am rechten Rheinufer bis nach Waldshut, verlässt dann das Hochrheintal, durchquert den nördlichen Klettgau bis Schaffhausen und anschließend den südlichen Hegau, bis bei Radolfzell der Untersee erreicht wird, dessen Ufer die Bahn bis Konstanz folgt. In Konstanz wird der Rhein auf einer Brücke überquert. Der Endbahnhof der Badischen Hauptbahn liegt bereits linksrheinisch zwischen Konstanzer Altstadt und Hafen. 

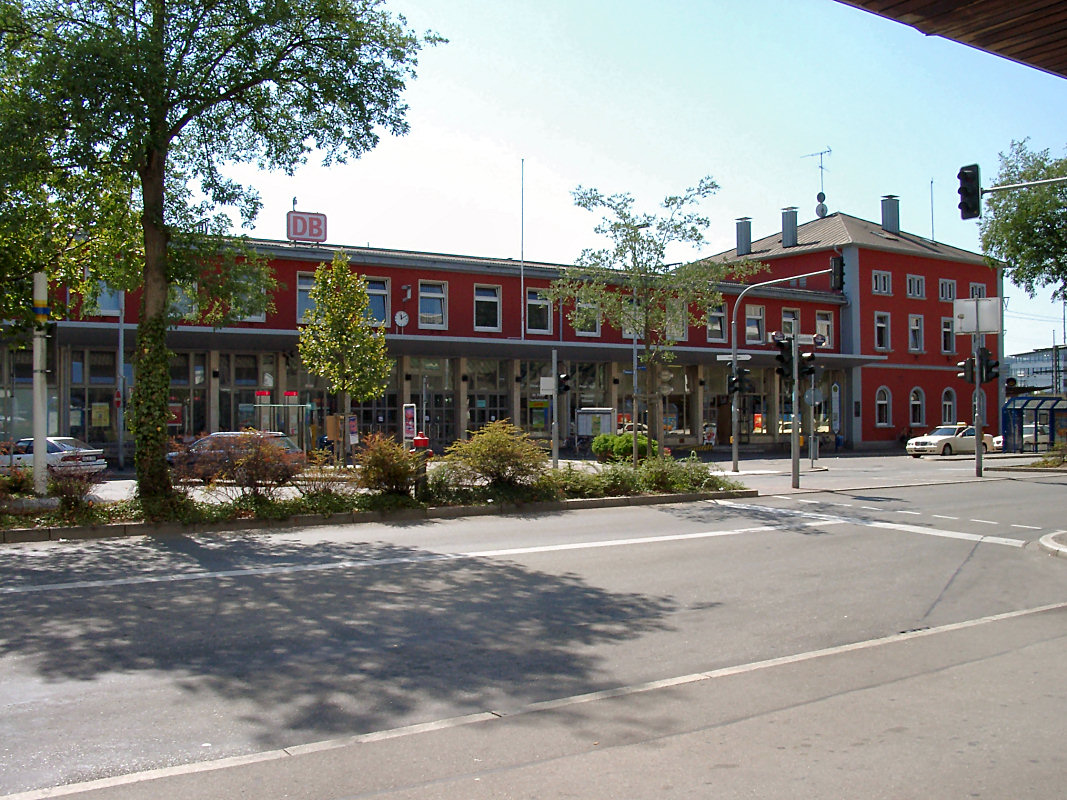
Bahnhof Singen (Hohentwiel)

Die Strecke zwischen Basel und Waldshut wurde im Laufe der 1980er-Jahre mit Ausnahme des Abschnitts Laufenburg – Laufenburg Ost zweigleisig ausgebaut. Ebenfalls zweigleisig ist die Strecke zwischen Beringen und Konstanz-Petershausen, die anderen Abschnitte sind eingleisig. Im Rahmen der Elektrifizierung der in Singen einmündenden Schwarzwaldbahn wurde 1977 auch der Abschnitt der Hochrheinstrecke zwischen Singen und Konstanz mit elektrischer Fahrleitung versehen, 1990 erfolgte der elektrische Lückenschluss zwischen Singen und Schaffhausen.
Bei Basel sowie zwischen Erzingen und Thayngen durchquert die Strecke die Schweizer Kantone Basel und Schaffhausen. Bau und Betrieb dieser Strecken regelt ein Staatsvertrag zwischen Baden bzw. Deutschland und der Schweiz. Er sieht den Betrieb der Strecke als „einzige ununterbrochene Hauptbahn“ vor. Damit war es der Badischen Staatsbahn möglich, die durch die Schweiz führenden Abschnitte in gleicher Weise zu betreiben wie die auf badischem Territorium liegenden Teile und durchgängige Züge einzusetzen, was zur damaligen Zeit nicht selbstverständlich war. Die Schweiz verzichtete auf Transitgebühren, Waren können im Transit auf der Strecke ohne zollrechtliche Behandlung transportiert werden. Der Staatsvertrag von 1852 sieht ferner ein Recht der Schweiz auf Übernahme der Bahn vor. Von diesem Recht hat die Eidgenossenschaft bisher jedoch keinen Gebrauch gemacht. Auf den Strecken herrschen weitgehend deutsche betriebliche Regelungen vor, d. h. die Züge verkehren im Rechtsverkehr, und die Strecken sind – mit Ausnahme des Bahnhofs Schaffhausen – mit Signalen nach deutscher Bauform ausgestattet.
Einzig die Verfügbarkeit der Strecke im Kriegsfall war durch die Führung im Ausland nicht gewährleistet. Daher drang das Militär darauf, Umgehungsstrecken für die beiden durch die Schweiz führenden Abschnitte anzulegen, um im Kriegsfall eine sichere Ost-West-Nachschubroute in Südbaden zu haben. So entstanden bis 1890 die drei strategischen Bahnen Weil (Rhein) – Lörrach, Schopfheim – Bad Säckingen (Wehratalbahn) und Lauchringen – Hintschingen (Wutachtalbahn). Dadurch wurden Zugläufe von Ulm über die Bahnstrecke Ulm–Sigmaringen, die Bahnstrecke Tuttlingen–Inzigkofen, die Wutachtalbahn und die Hochrheinstrecke bis ins Elsass möglich, ohne Schweizer Territorium zu berühren. Die strategischen Bahnen blieben im zivilen Verkehr allerdings bedeutungslos. Daher wurde der Personenverkehr auf der Wehra- und Wutachtalbahn bereits bis 1971 eingestellt. Einzig die kurze Verbindung von Weil nach Lörrach wird bis heute betrieben und ist Teil der Basler S-Bahn.

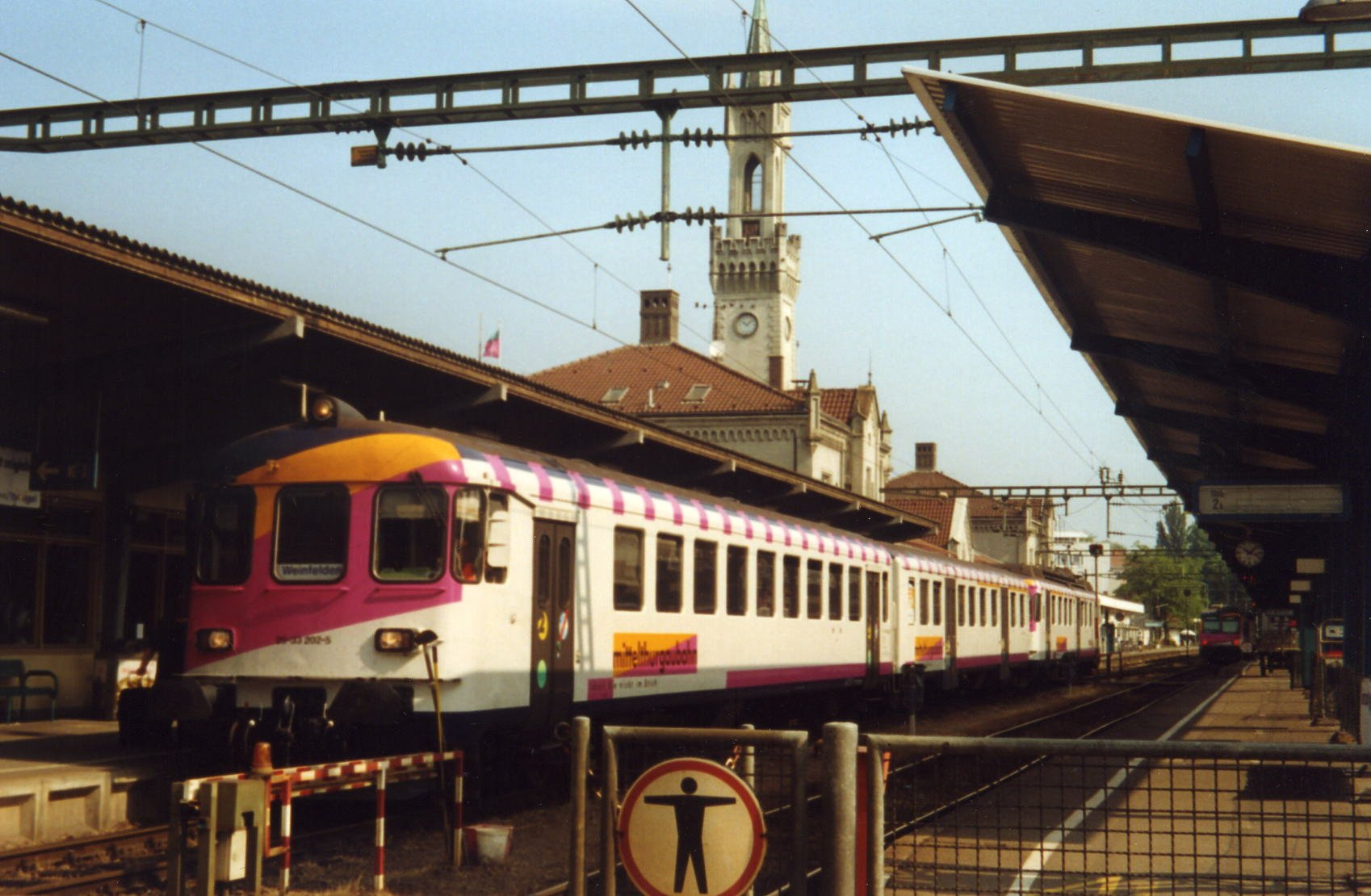
Seehas-Zuggarnitur im Bahnhof Konstanz, 2001

Die Strecke wird heute im Takt von Zügen des Personennahverkehrs bedient. Stündlich verkehrende Regional-Express-Züge  der Linie RE 3 mit Neigetechnik-Triebwagen der Baureihe 612 oder lokbespannte Züge mit Doppelstockwagen zwischen Basel und Singen werden durch Regionalbahnen der Linie RB 30, die Linie S 62 und S 6 auf Teilabschnitten ergänzt. Zwischen Konstanz und Engen über Singen wird seit 1994 ein S-Bahn-ähnliches Angebot mit elektrischen Triebwagengarnituren unter dem Namen „Seehas“ angeboten. Betreiber war die schweizerische Mittelthurgaubahn bzw. nach deren Konkurs die Thurbo AG. Der Nahverkehr zwischen Basel und Waldshut soll in Zukunft Teil des Basler S-Bahn-Systems werden. Zwischen Singen und Schaffhausen verkehren im Fernverkehr auf der Verbindung Zürich–Stuttgart Intercity-Züge im Zweistundentakt.